# Serconos
Serconos (Cardioderma) – rodzaj ssaków z rodziny lironosowatych (Megadermatidae).

## Rozmieszczenie geograficzne
Rodzaj obejmuje jeden żyjący współcześnie gatunek występujący we wschodniej Afryce.

## Morfologia
Długość ciała 70–77 mm, ogona brak, długość przedramienia 53–59 mm; masa ciała 21–35 g.

## Systematyka
Rodzaj zdefiniował w 1873 roku niemiecki zoolog Wilhelm Peters w artykule zatytułowanym O niektórych gatunkach nietoperzy należących do rodzaju Cynonycteris i o Megaderma cor, opublikowanym na łamach „Monatsberichte der Königlichen Preussische Akademie des Wissenschaften zu Berlin”. Gatunkiem typowym jest (oznaczenie monotypowe) serconos afrykański (C. cor).

### Etymologia
Cardioderma: gr. καρδια kardia ‘serce’; δερμα derma, δερματος dermatos ‘skóra’.

### Podział systematyczny
Do rodzaju należą jeden występujący współcześnie gatunek:
- Cardioderma cor (W. Peters, 1872) – serconos afrykański

Opisano również gatunek wymarły z plejstocenu dzisiejszej Tanzanii:
- Cardioderma leakeyi Gunnell, Butler, Greenwood & Simmons, 2015